# Ostrivka
Ostrivka  (ucraniano: Острівка) es una localidad del Raión de Podilsk en el Óblast de Odesa de Ucrania. Según el censo de 2001, tiene una población de 125 habitantes.